# Číhošť
Číhošť är en ort i Tjeckien.   Den ligger i regionen Vysočina, i den centrala delen av landet, 80 km sydost om huvudstaden Prag. Číhošť ligger 523 meter över havet och antalet invånare är 326.
Terrängen runt Číhošť är huvudsakligen platt, men söderut är den kuperad. Runt Číhošť är det ganska tätbefolkat, med 83 invånare per kvadratkilometer. Närmaste större samhälle är Ledeč nad Sázavou, 6,6 km sydväst om Číhošť. I omgivningarna runt Číhošť växer i huvudsak blandskog.